# Ingbo, Enåkers socken
Ingbo är en by i Enåkers socken, Heby kommun.
Ingbo omtalas i dokument första gången 1370 ("i Ingabo"). 1370 överlät kung Albrekt 16 penningland förbrutet gods i Ingbo till Sten Stensson (Bielke). 1538 upptas Ingbo i jordeboken som 1 mantal skatte om 6 öresland med skatteutjord i Granberga, två hela mantal kyrkojord, från 1553 sammanslagna till ett om 4 öresland och 16 penningland, 1549–1550 anges båda gårdarna som öde, samt ett kyrkotorp om 4 öresland, endast upptaget 1538 och anges då brukat av klockaren i Enåkers socken.